# 战争论

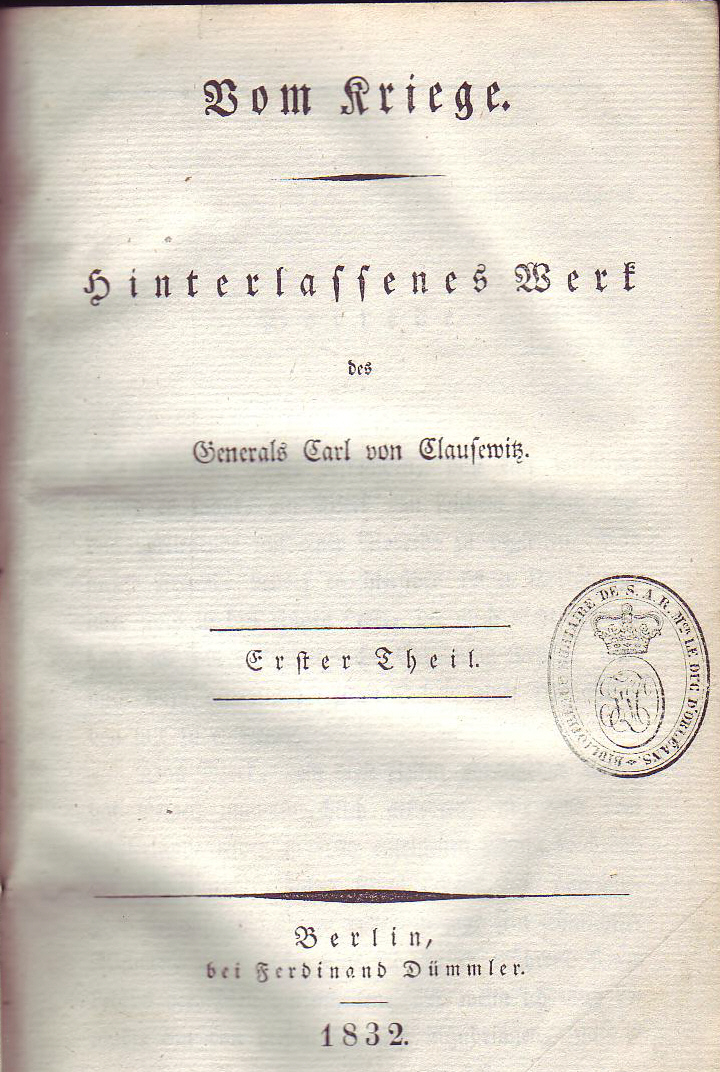
《戰爭論》原版的扉頁，1832年出版

戰爭論（德語：Vom Kriege，德語發音：[fɔm ˈkʁiːɡə]）是普鲁士軍事家卡爾·馮·克勞塞维茨的一部軍事理論作品。
克勞塞维茨是德軍參謀部的最初奠基人格哈德·馮·沙恩霍斯特將軍最得力的助手之一，（另外一個是奥古斯特·馮·格奈森瑙），參加過反法同盟的戰爭，《戰爭論》是他總結自己所經歷過的歷次重大戰役後所著的軍事理論著作。
在書中克勞塞维茨提出了著名的“戰爭是政治的延伸”觀點，以及進攻是最好的防禦等西方軍事理論的基本思想。因此《戰爭論》被奉為西方軍事理論的經典之作，克勞塞维茨本人也成為了西方軍事理論的鼻祖。

## 全書架構
全書共8篇，100餘章，基本觀點可以總結如下：
1. 戰爭是政治的延伸，戰爭的母體是政治。
2. 戰爭的目的即是消滅敵人。因為政治鬥爭的目的便是消滅敵人，戰爭是這一目的最直接的表現。
3. 戰略要素包括精神、物資、數學、地理、統計五方面。
4. 數量上的優勢是戰略、戰術上最普遍的致勝因素，集中優勢兵力是戰略上最簡單有效的準則。
5. 戰爭中攻防相互轉換，進攻是最好的防禦。
6. 戰爭理論生長在以往戰史中，研究戰史將得到最為有效的指導原則。

戰爭論是克勞塞维茨的未完成作品，在其生前僅整理好了其中六篇，第七、八篇的草稿由其遺孀整理，全書在他身故後由他的遺孀于1832年出版。

## 篇章
- 第一篇：戰爭性質
- 第二篇：戰爭理論
- 第三篇：戰略概論
- 第四篇：戰鬥
- 第五篇：軍隊
- 第六篇：防禦
- 第七篇：進攻（草稿）
- 第八篇：戰爭計劃（草稿）

## 影响

### 中国
1934年5月，柳若水根据日本人马健之助的日译本转译的《战争论》，书名首次由此前的《大战学理》改为《战争论》，原著者被译为克劳塞维慈，已很接近今天的译名，由上海辛垦书店出版发行。
1937年6月，杨言昌根据日本人马健之助1931年版日译本，重译了《战争论》，原著者被译为马利•丰•克劳则维次。由南京军用图书社出版发行。
据莫文骅、郭化若、徐懋庸等人的回忆文章，1938年9月间，毛泽东约了十来个人，在其所住的窑洞里开《战争论》研讨会，每周一次，参加的有在八路军留守兵团与中央军委的军事将领许光达、陈伯钧、郭化若，莫文骅、萧劲光、萧克等，文化人有何思敬、艾思奇、任白戈、徐懋庸等。请何思敬直接从德文原版随译随讲。
傅大庆在重庆的南方局外事组工作期间，听闻延安急需较高质量的《战争论》译本，主动请缨，利用早晚休息时间从俄文版转译。被朱德、叶剑英誉为“中国当代最好的译本”。

### 欧洲
- 另外一名軍學大師安托万-亨利·若米尼在其《戰爭藝術概論》開頭時，也談及克勞塞维茨與戰爭論，他認為克勞塞维茨是博學的，但他的戰爭理論較為理想性。

## 外部鏈接
- 克勞塞维茨網主頁 （页面存档备份，存于）
- 1832年德語原版《戰爭論》 （页面存档备份，存于）
- 1873年英語譯本《戰爭論》 （页面存档备份，存于）